# 関口功一
関口 功一（せきぐち こういち、1959年 - ）は、日本の歴史学者。

## 略歴
群馬県前橋市生まれ。1988年立教大学大学院文学研究科史学専攻博士課程満期退学。2014年「古代「東国」の史的位置」で専修大学・博士（歴史学）。群馬県立前橋工業高等学校教諭を務める。専門は毛野古代史。

## 著書
- 『東国の古代氏族』古代史研究叢書 岩田書院 2007
- 『上毛野の古代農業景観』岩田書院 2012
- 『古代上毛野をめぐる人びと』岩田書院 2013
- 『古代上毛野の地勢と信仰』岩田書院 2013
- 『日本古代地域編成史序説』古代史研究叢書 岩田書院 2015
- 『東国の古代地域史』岩田書院 2016
- 『古代上毛野の社会基盤』同成社 2018
- 『古代上毛野氏の基礎的研究』岩田書院 2018

## 論文
- <関口功一